# Конвой SO-505
Конвой SO-505 — японський конвой часів Другої світової війни, проведення якого відбувалось у листопаді — грудні 1943 року.
Конвой сформували у важливому транспортному хабі Палау (на заході Каролінських островів), при цьому місцем призначення був Рабаул на острові Нова Британія — головна передова база японців, з якої провадились операції на Соломонових островах та сході Нової Гвінеї. До складу конвою увійшли транспорти «Хокко-Мару» (перевозило 640 військовослужбовців), Коламбія-Мару (мало на борту 5800 тонн пального та продовольства, а також моторні човни), «Юрі-Мару», «Учіде-Мару» і «Клайд-Мару». Ескорт складався із мисливців за підводними човнами CH-24 та CH-39.
25 листопада 1943 року судна вийшли із Палау та попрямували на південний схід.
Уранці 28 листопада в районі за 1000 км від Палау та 1300 км від Рабаула конвой атакував підводний човен Raton. Він поцілив «Юрі-Мару» трьома торпедами, після чого це судно вибухнуло та затонуло. Разом із ним загинули 14 членів екіпажу та 38 військовослужбовців 2-го висадкового загону (2nd Debarkation Unit), тоді як 180 врятованих прийняло на борт «Коламбія-Мару». Далі той же човен атакував та поцілив торпедами «Хокко-Мару», яке також затонуло. Цього разу загинуло 3 члени екіпажу та 1 військовослужбовець. Увечері 28 листопада Raton утретє атакував конвой, але безрезультатно.
29 листопада за 1200 км від Рабаула інший підводний човен Gato випустив по конвою SO-505 три торпеди, але промахнувся. Утім, Gato розпочав переслідування та під вечір 30 листопада за 400 км від місця першої атаки випустив по конвою чотири торпеди та, судячи із почутих вибухів, досяг двох влучань у «Коламбія-Мару». Судно було покинуте і затонуло, при цьому загинула лише одна особа з числа членів екіпажу.
3 грудня 1943 року залишки конвою SO-505 прибули до Рабаула.